# Mina (альбом, 1964)
Mina — седьмой студийный альбом итальянской певицы Мины, выпущенный в 1964 году на лейбле Ri-Fi.

## Об альбоме
Это первый альбом Мины, выпущенный на новом лейбе Ri-Fi после разрыва с Italdisc. Также впервые альбом является не так называемым сборником уже вышедших синглов, а состоит полностью из неизданных треков. На альбоме представлены в основном кавер-версии известных стандартов на английском и португальском языках, также есть песни «E se domani» и «Non illuderti» на итальянском.
Альбом был издан в Италии в мае 1964 года, однако и в 1965 году он пользовался успехом, заняв шестое место срдеи популярных за год альбомов. Альбом также был издан за рубежом, в Испании (с альтернативным трек-листом), в Канаде под названием Mina We Love You — Benvenuta In Canada, а в странах Латинской Америки — Mina, l’unica (только в Бразилии с оригинальной обложкой и названием). В 2011 году лейбл Halidon выпустил ремастеринговую версию альбома.
За запись альбома Мине был вручён приз «Oscar del disco ’64».

## Список композиций
| №  | Название                        | Автор(ы)                                 | Длительность |
| -- | ------------------------------- | ---------------------------------------- | ------------ |
| 1. | «The Nearness of You»           | Нед Вашингтон, Хоги Кармайкл             | 2:38         |
| 2. | «Angel Eyes»                    | Эрл Беннет, Мэтт Деннис                  | 2:24         |
| 3. | «Nadie me ama (Ninguém me ama)» | Мануэль Салина, Фернандо де Кастро Лобо  | 2:47         |
| 4. | «La barca»                      | Роберто Канторал                         | 3:09         |
| 5. | «Stella by Starlight»           | Нед Вашингтон, Виктор Янг                | 2:26         |
| 6. | «Insensatez»                    | Винисиус ди Морайс, Антониу Карлос Жобин | 2:37         |

| №  | Название                   | Автор(ы)                          | Длительность |
| -- | -------------------------- | --------------------------------- | ------------ |
| 1. | «E se domani»              | Джорджо Калабрезе, Альберто Теста | 3:08         |
| 2. | «Non illuderti»            | Микелино Рицца, Берто Пизано      | 2:55         |
| 3. | «Sabor a mí»               | Альваро Корилло                   | 3:01         |
| 4. | «You Go to My Head»        | Хейвен Гиллеспи, Дж. Фред Крутс   | 2:53         |
| 5. | «Stars Fell on Alabama»    | Митчелл Пэриш, Фрэнк Перкинс      | 3:16         |
| 6. | «Everything Happens to Me» | Том Адэйр, Мэтт Деннис            | 2:38         |

## Чарты

### Годовые чарты
| Чарт (1965)              | Позиция |
| ------------------------ | ------- |
| Италия (Musica e dischi) | 6       |